# Giovanni Gerolamo Morone
Giovanni Gerolamo Morone, italijanski rimskokatoliški duhovnik, škof in kardinal, * 25. januar 1509, Milano, † 1. december 1580.

## Življenjepis
7. novembra 1529 je bil imenovan za škofa Modene. 2. junija 1542 je bil povzdignjen v kardinala.
12. septembra 1552 je bil imenovan za škofa Novare in 11. decembra istega leta je bil ustoličen; s tega položaja je odstopil 13. marca 1560.